# Echinocereus engelmannii

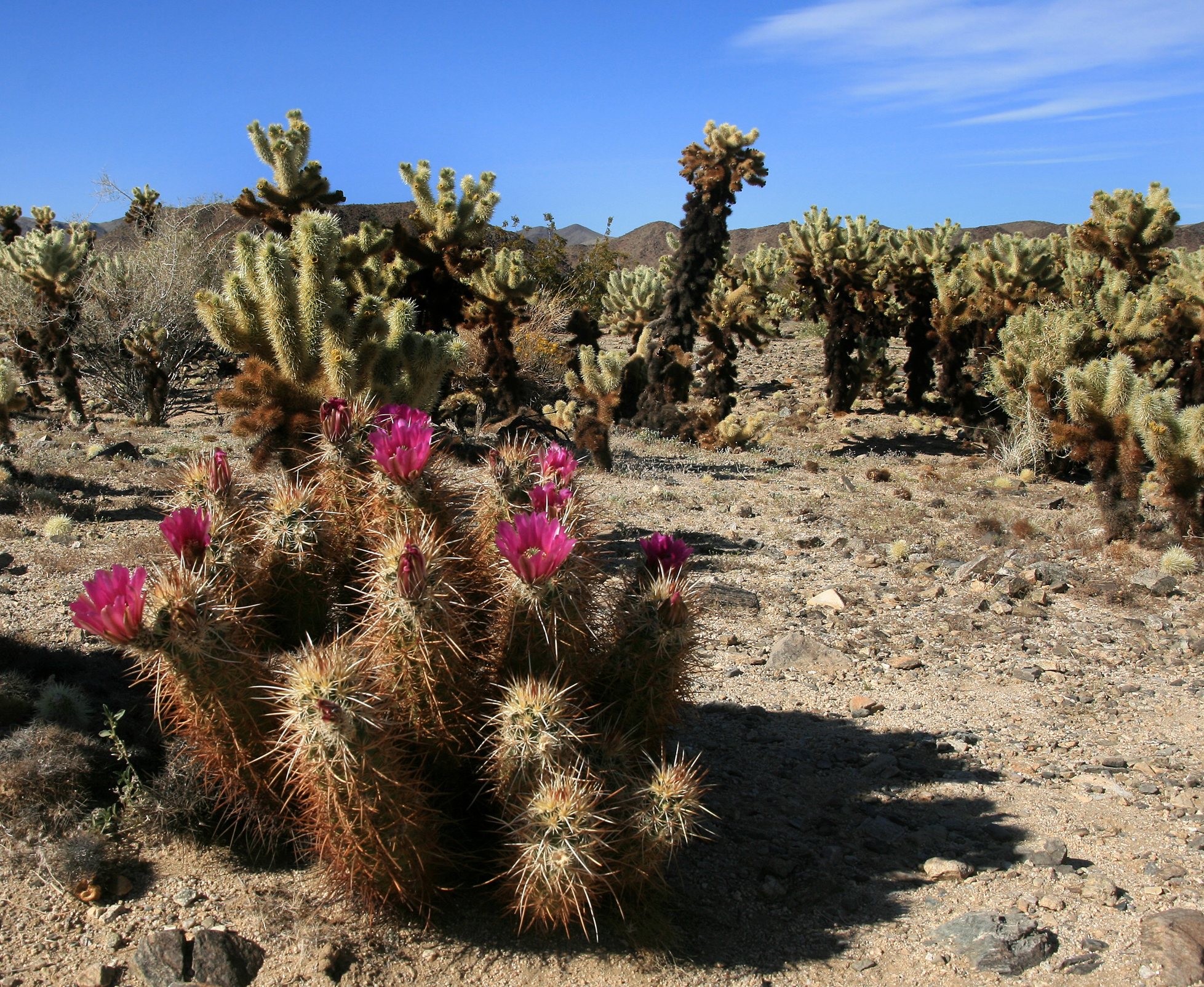
Echinocereus engelmannii wächst im Joshua-Tree-Nationalpark vergesellschaftet mit der Josua-Palmlilie und Cylindropuntia bigelovii.

Echinocereus engelmannii ist eine Pflanzenart in der Gattung Echinocereus aus der Familie der Kakteengewächse (Cactaceae). Das Artepitheton engelmannii ehrt den US-amerikanischen Botaniker George Engelmann. Trivialnamen sind „Calico Cactus“, „Dagger-Spine Hedgehog“, „Engelmann’s Hedgehog“, „Indian Strawberry Hedgehog“, „Needle-Spine Hedgehog“, „Purple-Spined Hedgehog Cactus“ und „Strawberry Hedgehog“.

## Beschreibung
Echinocereus engelmannii wächst von der Basis aus verzweigend und bildet offene bis kompakte Gruppen mit bis zu 60 Trieben, die Durchmesser bis von nahezu 1 Meter bilden. Die zylindrischen, grünen, von der dichten Bedornung weitestgehend verdeckten Triebe erreichen bei Durchmessern von 3,8 bis 8,7 Zentimetern Wuchshöhen von 5 bis 60 Zentimeter. Es sind zehn bis 13 kaum gehöckerte Rippen vorhanden. Die Dornen sind in Größe und Farbe sehr variabel. Die zwei bis sieben kantigen, kräftigen bis biegsamen, geraden bis verdrehten, meist spreizenden Mitteldornen sind bis zu 7 Zentimeter lang. Die sechs bis 14 eng an der Trieboberfläche anliegenden Randdornen weisen eine Länge von bis zu 2 Zentimeter auf.
Die kurz trichterförmigen Blüten sind etwas purpurrot bis magentafarbenen bis lavendelfarben und erscheinen in der oberen Hälfte der Triebe. Sie sind bis zu 9 Zentimeter lang und erreichen ebensolche Durchmesser. Die roten, saftigen und essbaren Früchte sind bis zu 3 Zentimeter lang und mit Areolen besetzt, die abfallen.

## Verbreitung, Systematik und Gefährdung
Echinocereus engelmannii  ist im Südwesten der Vereinigten Staaten und im Nordwesten Mexikos von Meeresspiegelhöhe bis in Höhenlagen von bis zu 2400 Meter verbreitet.
Die Erstbeschreibung als Cereus engelmannii erfolgte 1852 durch George Engelmann. Charles Lemaire stellte die Art 1868 in die Gattung Echinocereus.
Es werden folgende Unterarten unterschieden:
- Echinocereus engelmannii subsp. engelmannii
- Echinocereus engelmannii subsp. fasciculatus (Engelm.) W.Blum & Mich.Lange
- Echinocereus engelmannii subsp. llanuraensis (Rutow) Felger

In der Roten Liste gefährdeter Arten der IUCN wird die Art als „Least Concern (LC)“, d. h. als nicht gefährdet geführt.

## Nutzung
Die Früchte werden vor Ort als Obst gegessen.

## Nachweise